# Maurice Bauwens
 (mai 2020).
Maurice Bauwens est un capitaine aviateur de l'armée française, né le 15 janvier 1883 à Leers (Nord) et mort le 21 octobre 1951 dans la même commune. 
Pionnier de l'aviation militaire, il devient pilote d'escadrille dès 1912. Un square porte son nom dans sa commune natale.

## Biographie

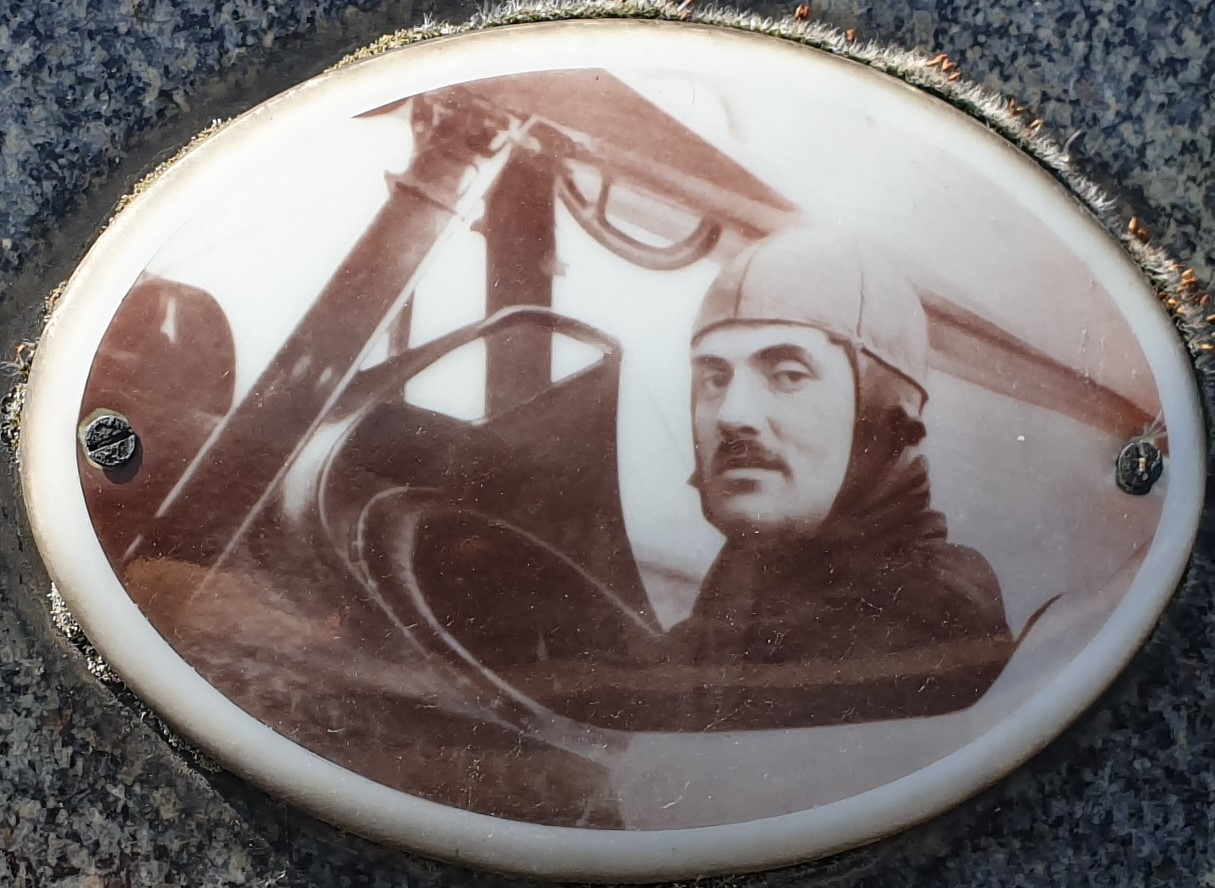
Maurice Bauwens aux commandes de son avion

### Premiers pas et formation
Maurice Joseph Bauwens naît le 15 janvier 1883, au hameau de Gibraltar à Leers (Nord) du mariage d'Henri Bauwens, tisserand, et de Marie Lebrun, tisserande, tous deux originaires de cette région frontalière proche de Roubaix. Il est le quatrième d'une fratrie de cinq frères et sœurs.  
Maurice devient chaudronnier en cuivre. Il travaille chez Louis Grau, rue Boucicaut à Roubaix. 
De constitution athlétique, il pratique de nombreuses activités sportives. Il joue au football au Stade roubaisien et avec les camarades du club se plaît à lancer le disque.

### Départ pour l'armée
De la Classe 1903, il effectue son service militaire d'une durée de 3 ans dans l'artillerie. Il arrive au corps le 15 novembre 1904, sous le matricule : 2520. D'abord Canonnier, il est promu Brigadier le 10 avril 1906, Maréchal des logis le 18 septembre 1906. 

### Début d'une carrière militaire
Par rengagements successifs il poursuit sa carrière militaire.  
Athlète accompli, il devient moniteur à Joinville, il sera plusieurs fois champion de France militaire de lancement du disque et du poids. 
En novembre 1911, il quitte l'artillerie pour le service technique de l'aéronautique. Le 12 juillet 1912 il obtient son brevet de pilote militaire sous le no 134. Il est alors détaché à l'aviation au camp de Satory et devient pilote sur avion Nieuport (monoplan), son comportement et son dévouement lui valent d'être proposé pour la Médaille militaire pour services rendus à l'aviation de l'armée Française. 
Le 21 janvier 1913 à Versailles, Maurice Bauwens reçoit la Médaille militaire des mains du Général Hirschauer.    

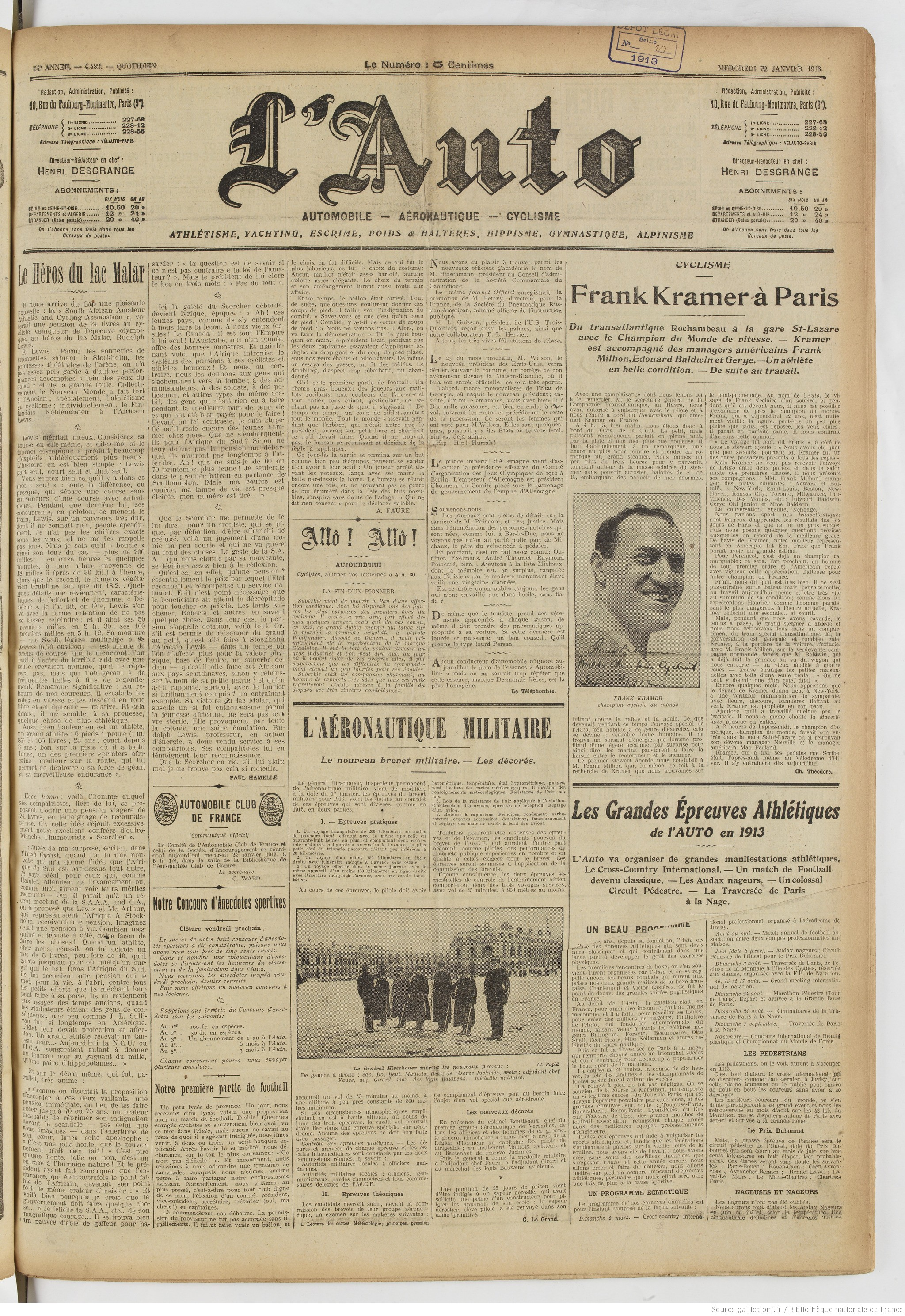
Le 21 janvier 1913 à Versailles Maurice Bauwens reçoit la médaille militaire des mains du général Hirschauer.

De septembre 1912 au 3e trimestre 1914 il est pilote de l'escadrille N 12 sur Nieuport VI.
Il est promu Adjudant le 14 août 1914. Puis intègre le 24 mai 1915 l'escadrille N 57 quelques jours seulement après la création de l'unité. Le 23 août de la même année il est affecté à la RGA (Réserve Générale de l'Aviation) du Bourget puis au CRP (Camp Retranché de Paris).  

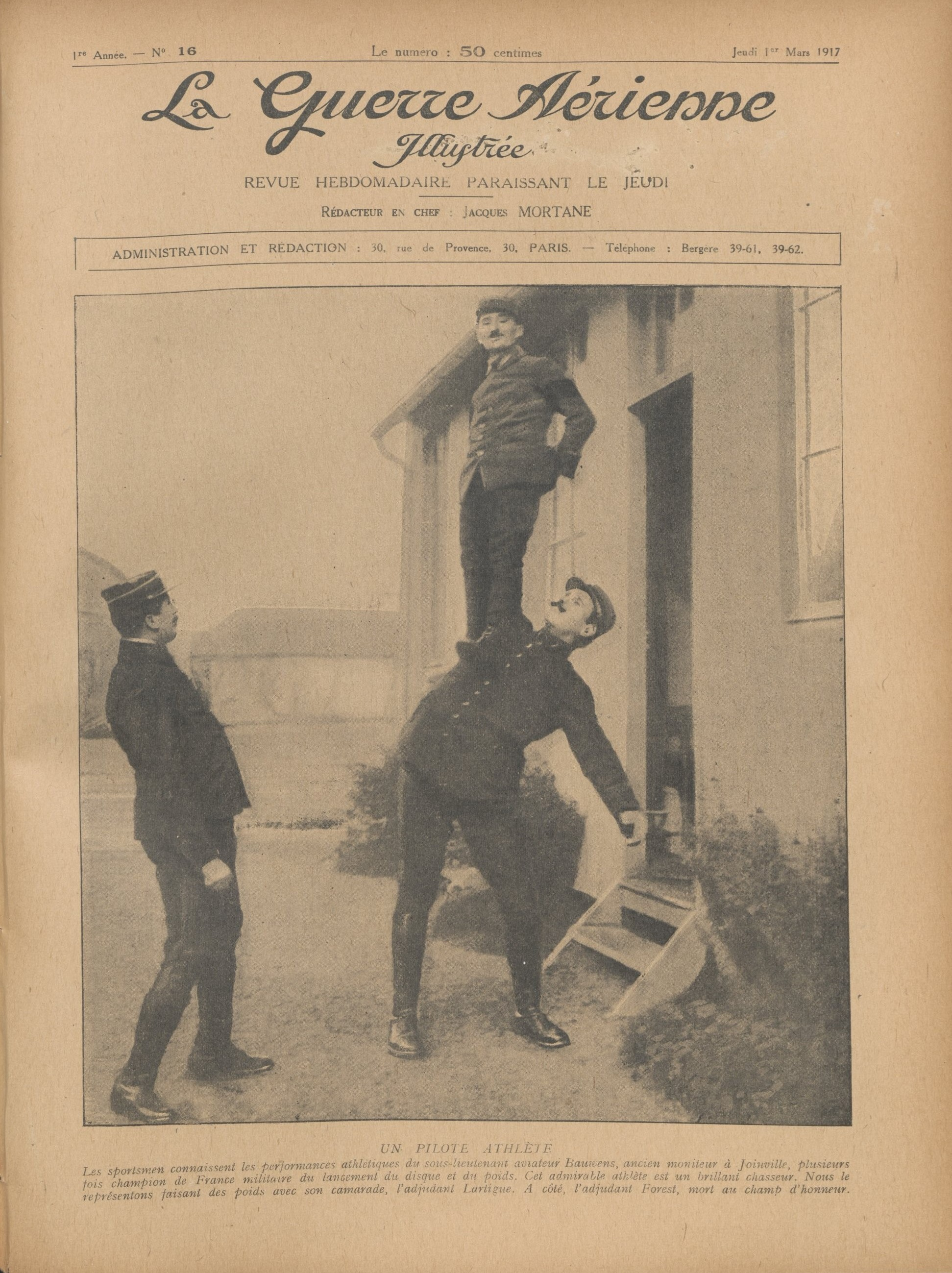
Athlète accompli, on voit ici Maurice Bauwens à la Une de l'hebdomadaire : La Guerre Aérienne Illustrée du 1er mars 1917, faire des poids avec son camarade l'adjudant Lartigue.

Il est nommé Adjudant chef le 12 juillet 1915 puis Sous-Lieutenant le 17 juillet 1916. Il deviendra Lieutenant le 22 avril 1918 et Capitaine le 25 septembre 1930, 
Admis à faire valoir ses droits à pension de retraite pour ancienneté de services, il est radié des cadres de l'armée active le 1er décembre 1935. Par décret du 28 décembre 1935 il est nommé Capitaine de réserve par décision ministérielle. Il sera définitivement rayé des cadres à compter du 18 janvier 1940.

### Vie privée
Il se marie à deux reprises : le 19 août 1921 à Versailles (Yvelines) avec Marguerite Charlotte Durand et le 28 mai 1937 à Leers avec Aimée Lucie Delobelle.

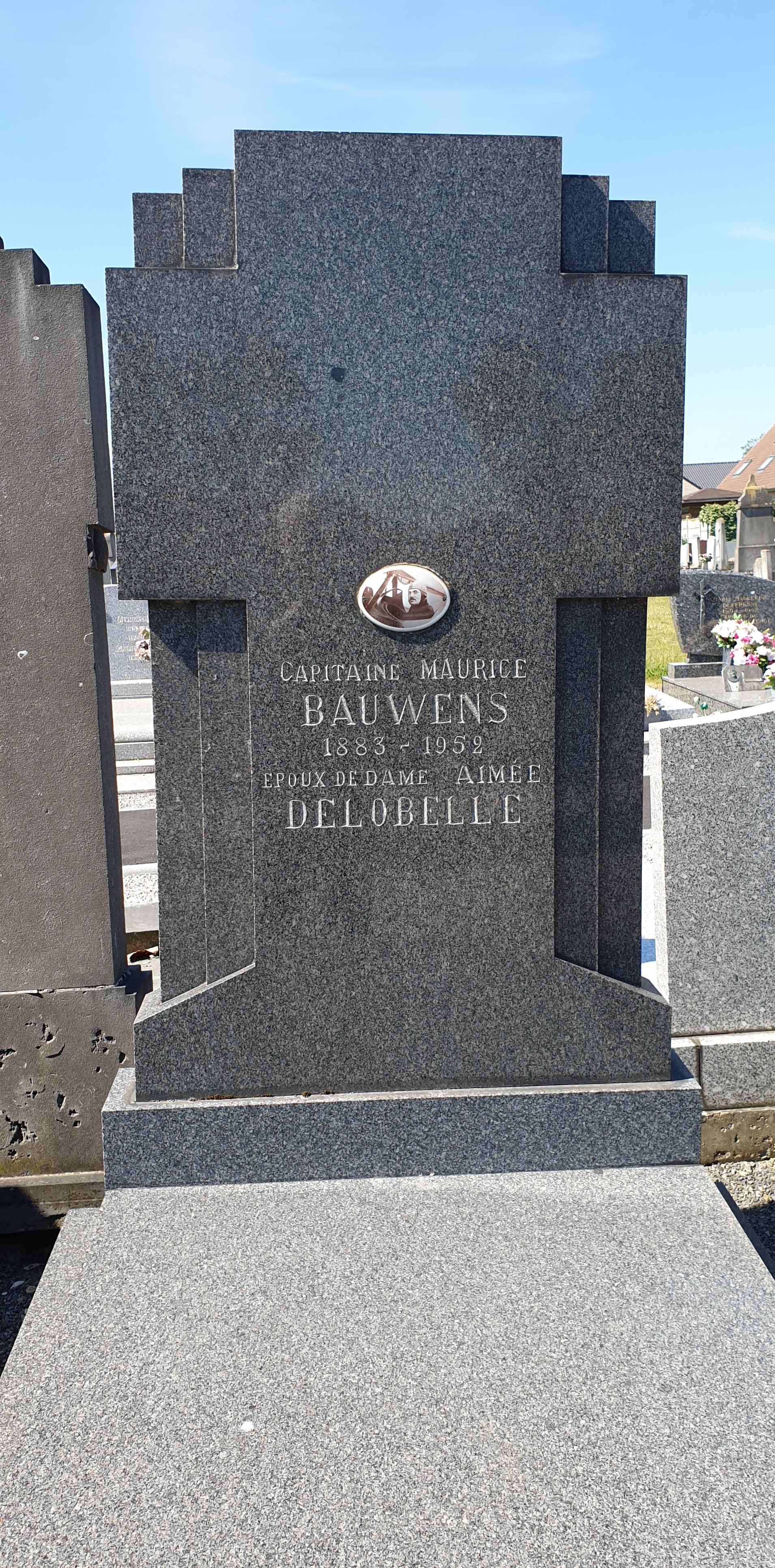
Tombe de Maurice Bauwens.

Il meurt le 21 octobre 1951 et  repose au cimetière du village à Leers,.
Parallèlement à sa vie militaire, il est également commerçant. Au grè de ses différentes affectations et de périodes de congé sans solde, il est d'abord installé place Saint-Symphorien à Versailles à l'enseigne Le Bon Jardinier, en 1929. Puis il acquiert en juin 1932, un commerce de vins-liqueurs et débit de tabac, Le Comptoir de la Gare au 4, avenue Alexandre-Millerand à Vierzon (Cher). Il revendra ce commerce deux ans plus tard. 
Après sa mort, le conseil municipal de Leers décide en 1952 de donner son nom une voie qui traverse une cité HLM nouvellement construite. Longtemps appelée cité Bauwens, cette rue deviendra le square du Capitaine-Bauwens.

### Distinctions
- Médaille militaire du 31 décembre 1912.
- Mérite Militaire Espagnol du 9 mai 1913.
- Citation à l'Ordre de l'Armée de l'Adjudant Joseph Maurice Bauwens, pilote à l'escadrille N 57, par décision du 9 juillet 1915 no 1100 : « A fait preuve depuis le commencement de la campagne des plus sérieuses qualités de pilote a eu plusieurs fois son appareil atteint par des projectiles au cours de reconnaissances et de poursuites d'avions ennemis sans jamais se détourner de sa mission ».
- Chevalier de la Légion d'Honneur par décret du 12 juillet 1923 (Journal officiel du 13 juillet 1923) : « 22 ans de service, 5 campagnes, 2 blessures, 1 citation »[5].

### Postérité
Après sa mort, le conseil municipal de Leers décide de donner son nom à la voie qui traverse une nouvelle  cité HLM et qui mène de la rue de Wattrelos à la rue Jules Ferry. Longtemps appelée Cité Bauwens, cette rue deviendra le Square du Capitaine Aviateur Bauwens.